# فريدريك تايلور (لاعب كريكت)
فريدريك تايلور (29 أبريل 1916 في المملكة المتحدة - 18 يونيو 1999 في المملكة المتحدة) (بالإنجليزية: Frederick Taylor)‏ هو لاعب كريكت بريطاني (وحمل سابقاً جنسية المملكة المتحدة لبريطانيا العظمى وأيرلندا). لعب مع نادي وارويكشاير للكريكيت ‏ والمقاطعات الوطنية للكريكيت الإنجليزي والويلزي ‏ ونادي مقاطعة ستافوردشاير للكريكت ‏.

## وصلات خارجية
- فريدريك تايلور على موقع إي آس بي آن كريك إنفو (الإنجليزية)